# El Jardín, Jalisco
El Jardín är en ort i Mexiko.   Den ligger i kommunen San Gabriel och delstaten Jalisco, i den södra delen av landet, 500 km väster om huvudstaden Mexico City. El Jardín ligger 950 meter över havet och antalet invånare är 175.
Terrängen runt El Jardín är varierad. Runt El Jardín är det ganska glesbefolkat, med 22 invånare per kvadratkilometer. Närmaste större samhälle är San Gabriel, 10,8 km väster om El Jardín. I omgivningarna runt El Jardín växer huvudsakligen savannskog.